# Jarabó
Jarabó (1899-ig Jaraba, szlovákul: Jarabá) község Szlovákiában, a Besztercebányai kerületben, a Breznóbányai járásban.

## Fekvése
Breznóbányától 15 km-re északkeletre fekszik. A község egykor három részből, Alsó- Közép- és Felsőjarabóból állt.

## Története
Jarabó régi bányász és fémfeldolgozó település gazdag bányászati tradíciókkal. A község határában már a középkortól élénk bányászati tevékenység folyt. A falut valószínűleg még a 14. század előtt alapították, mivel a breznóbányai plébánia egyik feljegyzésén 1271 és 1280 között már településként említi. 1487-ben a breznóbányai plébánia filiájaként szerepel. Már a 15. században három vasolvasztó működött a község területén, amit 1540-ben „Jaraba” néven találunk. A 16. és 19. század között a vasérc bányászata volt nagyon intenzív. 1546-ig magáncélokra folyt a vasérc termelés, ezután a bányák a kamarához kerültek. 1563-ban „Jeroba” néven említik. Az aranyat a 17. század közepéig, az ezüstöt a század végéig bányászták. A nagyszabású vasolvasztás a 18. század végén kezdődött.
A 18. század végén Vályi András így ír róla: „JARABA. Tót falu Zólyom Várm. földes Ura a’ Bányászi K. Kamara, lakosai katolikusok, fekszik Breznyó Bányához nem meszsze, és annak filiája, határja soványas.”
A 19. század elején a vasat már a garami nagyolvasztóban dolgozták fel. A falu lakói a bányászat és kohászat mellett főként erdei munkákkal foglalkoztak. 1828-ban 16 házában 136 lakos élt.
Fényes Elek 1851-ben kiadott geográfiai szótárában így ír a faluról: „Jaraba bánya-telepen 115 ev., 50 kath. Van patakja, Jarabán 3 savanyuviz forrás. Gyömbér hegye különnemü füveiről ismeretes. A jarabai bányákban ezüst s arany, antimonium és vas ásatnak, érczuzó házzal. Van két temploma, két iskolája, malma, s nagy korcsmája. Birja Breznóbánya; az erdők egy része a kamaráé.”
A trianoni diktátumig Zólyom vármegye Breznóbányai járásához tartozott.

## Népessége
| Év:            | 1994. | 2004.    | 2014.   | 2024.    |
| -------------- | ----- | -------- | ------- | -------- |
| Emberek száma: | 36    | 48       | 42      | 36       |
| Eltérés:       |       | +33,33 % | -12,5 % | -14,28 % |

| Év:            | 2023. | 2024.   |
| -------------- | ----- | ------- |
| Emberek száma: | 35    | 36      |
| Eltérés:       |       | +2,85 % |

1910-ben 165, túlnyomórészt szlovák anyanyelvű lakosa volt.
2001-ben 43 lakosából 35 szlovák volt.
2011-ben 47 lakosából 31 szlovák volt.

## Nevezetességei
- Alexandriai Szent Katalin tiszteletére szentelt római katolikus temploma 1765-ben épült barokk stílusban, 1897-ben megújították.

## Külső hivatkozások
- Községinfó
- Jarabó Szlovákia térképén.
- E-obce.sk Archiválva 2009. október 21-i dátummal a Wayback Machine-ben